# NGC 3279
NGC 3279 é uma galáxia espiral (Scd) localizada na direcção da constelação de Leo. Possui uma declinação de +11° 11' 49" e uma ascensão recta de 10 horas, 34 minutos e 42,6 segundos.